# Prairievalk
De prairievalk (Falco mexicanus) is een roofvogel uit de familie der valken (Falconidae).

## Verspreiding en leefgebied
Deze soort komt voor in zuidwestelijk Canada, de westelijke Verenigde Staten en noordelijk Mexico.